# Suzuki Endurance Racing Team
Yoshimura SERT Motul, anciennement Suzuki Endurance Racing Team (SERT), est une équipe de sport motocycliste créée en 1981 par Dominique Méliand et Jean-Bernard Peyré. Depuis cette date, le SERT engage des motos du constructeur japonais Suzuki dans les courses d'endurance moto.

## Histoire
En 1981, le SERT voit le jour à Versailles grâce à la confiance et à l'esprit des Japonais de la « Suzuki Family » dirigée par Mitsuo Itoh. Ancien pilote des 50  et   125 cm3 de l'usine d'Hamamatsu engagée sur le « Continental Circus » des années 1960, M. Itoh est resté très proche des fidèles de l'écurie. Baptisée « Suzuki Castrol Team » de 2001 à 2006, l'équipe change de sponsor en 2007 pour Motul et prend son appellation historique « SERT ».
La Suzuki GS 1000 R du SERT, championne du monde d'endurance en 1983, servira de base à la conception de la GSX-R 750.
À partir de 2018, Yoshimura (en) s’implique de plus en plus dans le structure du SERT, les moteurs sont réalisés au Japon mais le montage final se fait dans les locaux du SERT. L'équipe est renommée Yoshimura SERT Motul en 2021.

## Résultats 1980 - 2003
| Années | 24 Heures du Mans | Bol d'or | 1 000 km de Zeltweg | 24 Heures de Liège | 1 000 km Donington | 6 Heures de Silverstone | 6 Heures de Jarama | 8 Heures de Suzuka | 200 miles de Chimay | 1 000 km d'Estoril | 1 000 km de Jerez | 6 Heures de Brno | 6 Heures de Brands Hatch |
| 1980   |                   | 1er, 2e  | 1er                 |                    |                    |                         |                    |                    |                     |                    |                   |                  |                          |
| 1981   |                   |          |                     | 1er                | 1er                |                         |                    |                    |                     |                    |                   |                  |                          |
| 1982   | 1er               |          | 1er                 |                    | 1er                |                         |                    |                    |                     |                    |                   |                  |                          |
| 1983   |                   |          |                     |                    |                    | 1er                     | 1er                | 1er                |                     |                    |                   |                  |                          |
| 1984   |                   | 1er      |                     |                    |                    |                         |                    |                    | 1er                 |                    |                   |                  |                          |
| 1985   |                   |          |                     | 1er                |                    |                         |                    |                    |                     | 1er                |                   |                  |                          |
| 1986   |                   |          | 2e                  |                    |                    |                         |                    |                    |                     |                    |                   |                  |                          |
| 1987   |                   |          |                     | 1er                | 1er                |                         |                    |                    |                     | 1er                | 1er               |                  |                          |
| 1988   |                   |          |                     | 1er                |                    |                         |                    |                    |                     |                    |                   |                  |                          |
| 1989   |                   | 3e       |                     | 3e                 |                    |                         |                    |                    |                     |                    |                   |                  |                          |
| 1990   | 2e                |          |                     |                    |                    |                         |                    |                    |                     |                    |                   |                  |                          |
| 1991   |                   |          |                     | 1er                |                    |                         |                    |                    |                     |                    |                   |                  |                          |
| 1992   | 2e                |          |                     |                    |                    |                         |                    |                    |                     |                    |                   |                  |                          |
| 1993   |                   | 1er      |                     |                    |                    |                         |                    |                    |                     |                    |                   |                  |                          |
| 1994   |                   |          |                     | 2e                 |                    |                         |                    |                    |                     |                    |                   |                  |                          |
| 1995   | 2e                |          |                     |                    |                    |                         |                    |                    |                     |                    |                   |                  |                          |
| 1996   |                   | 2e, 3e   |                     | 2e                 |                    |                         |                    |                    |                     |                    |                   |                  |                          |
| 1997   | 1er               |          |                     | 1er                |                    |                         |                    |                    |                     |                    |                   |                  |                          |
| 1998   |                   | 1er, 2e  |                     |                    |                    |                         |                    |                    |                     |                    |                   |                  |                          |
| 1999   | 2e, 3e            | 1er      |                     |                    |                    |                         |                    |                    |                     |                    |                   |                  |                          |
| 2000   | 2e                |          |                     |                    |                    |                         |                    |                    |                     | 1er                |                   |                  |                          |
| 2001   |                   | 1er      |                     | 1er                |                    |                         |                    |                    |                     |                    |                   | 1er              | 1er                      |
| 2002   | 1er, 2e           | 1er      |                     | 1er                |                    |                         |                    |                    |                     |                    |                   |                  |                          |
| 2003   | 1er, 2e           | 1er      |                     | 1er, 2e            |                    |                         |                    |                    |                     |                    |                   |                  |                          |

Les cases grisées sont les courses ne figurant pas au championnat du monde.

## Résultats à partir de 2004

### 2004
2e au championnat du monde d'Endurance (Suzuki Castrol Team) derrière le GMT94
Moto engagée : Suzuki GSX-R
Pilotes : Olivier Four  / Vincent Philippe
- Résultats :
  - 1er des 500 km d'Assen -
  - 6e des 6 Heures de Chine -
  - 22e des 24 Heures d'Oschersleben -
  - 1er des 12 Heures d'Albacete -
  - 1er des 200 miles de Vallelunga -
  - 8e des 8 Heures de Suzuka -

### 2005
Champion du monde d'Endurance (Suzuki Castrol Team)
Moto engagée : Suzuki GSX-R
Pilotes : Vincent Philippe / Keiichi Kitagawa  / Matthieu Lagrive
- Résultats :
  - 1er du Bol d'or -
  - 1er des 24 Heures d'Oschersleben -
  - 1er des 500 km d'Assen -
  - 1er des 8 Heures d'Albacete -
  - 1er des 200 miles de Vallelunga -
  - 3e des 8 Heures de Suzuka -

### 2006
Champion du monde d'Endurance (Suzuki Castrol Team)
Moto engagée : Suzuki GSX-R 1000
Pilotes : Vincent Philippe / Keiichi Kitagawa  / Matthieu Lagrive
- Résultats :
  - 1er du Bol d'or - Vincent Philippe / Keiichi Kitagawa  / Matthieu Lagrive
  - 1er des 24 Heures d'Oschersleben - Vincent Philippe / Keiichi Kitagawa  / Matthieu Lagrive
  - 1er des 500 km d'Assen - Vincent Philippe / Keiichi Kitagawa  / Matthieu Lagrive
  - 1er des 8 Heures d'Albacete - Vincent Philippe / Keiichi Kitagawa  / Matthieu Lagrive
  - 1er des 6 Heures de Zolder - Vincent Philippe / Keiichi Kitagawa  / Matthieu Lagrive
  - 2e des 24 Heures du Mans moto - Vincent Philippe / Keiichi Kitagawa / Matthieu Lagrive
  - 38e des 8 Heures de Suzuka - Vincent Philippe / Keiichi Kitagawa / Matthieu Lagrive

### 2007
Champion du monde d'Endurance
Moto engagée : Suzuki GSX-R 1000
Pilotes : William Costes / Guillaume Dietrich / Max Neukirchner / Vincent Philippe
- Résultats :
  - 1er des 24 Heures du Mans moto - William Costes / Guillaume Dietrich / Max Neukirchner
  - 2e des 24 Heures du Mans moto - Vincent Philippe / Julien Da Costa / Matthieu Lagrive
  - 2e des 6 Heures d'Albacete - Vincent Philippe / Matthieu Lagrive / Julien Da Costa

### 2008
Champion du monde d'Endurance
Moto engagée : Suzuki GSX-R 1000
Pilotes : William Costes / Guillaume Dietrich / Barry Veneman / Vincent Philippe
- Résultats :
  - 1er des 24 Heures du Mans moto -  William Costes / Guillaume Dietrich / Barry Veneman
  - 2e des 24 Heures du Mans moto - Vincent Philippe / Julien Da Costa / Matthieu Lagrive

### 2009
5e au classement mondial
- Résultats :
  - 2e aux 24 Heures du Mans - Suzuki GSX-R 1000 - (Suzuki Endurance Racing Team)
  - 1er au Bol d'or - Suzuki GSX-R 1000 - (Suzuki Endurance Racing Team)

### 2010
Champion du monde d'Endurance
Moto engagée : Suzuki GSX-R 1000
Pilotes : Vincent Philippe / Freddy Foray / Guillaume Dietrich / Daïsaku Sakaï / Sylvain Guintoli
- Résultats :
  - Forfait aux 24 Heures du Mans moto (Fra) - Vincent Philippe / Guillaume Dietrich / Freddy Foray
  - 1er aux 8 Heures d'Albacete (Esp) - Vincent Philippe / Freddy Foray / Daïsaku Sakaï
  - Forfait aux 8 Heures de Suzuka (Jap)
  - 1er du Bol d'or (Fra)
  - 1er aux 8 Heures de Doha (Qat)

### 2011
Champion du monde d'Endurance
Moto engagée : Suzuki GSX-R 1000
Pilotes : Vincent Philippe / Freddy Foray / Daïsaku Sakaï / Anthony Delhalle / Baptiste Guittet
- Résultats :
  - 1er du Bol d'or (Fra) - Vincent Philippe / Freddy Foray / Anthony Delhalle
  - 3e aux 8 Heures d'Albacete (Esp) - Vincent Philippe / Freddy Foray / Daïsaku Sakaï
  - 9e aux 8 Heures de Suzuka (Jap) - Vincent Philippe / Anthony Delhalle / Daïsaku Sakaï
  - 2e aux 24 Heures du Mans moto (Fra) - Anthony Delhalle / Daïsaku Sakaï / Baptiste Guittet
  - 3e aux 8 Heures de Doha (Qat) - Vincent Philippe / Anthony Delhalle

## Identité visuelle

Ancien logo du SERT

### 2012
Champion du monde d'Endurance
Moto engagée : Suzuki GSX-R 1000
Pilotes : Vincent Philippe / Anthony Delhalle / Fabien Foret / Yuki Kagayama / Takuya Tsuda
- Résultats :
  - 2e au Bol d'or (Fra) - Vincent Philippe / Anthony Delhalle / Fabien Foret
  - 15e aux 8 Heures de Suzuka (Jap) - Vincent Philippe / Anthony Delhalle / Yuki Kagayama
  - 1er des 8 Heures d'Oschersleben (Ger) - Vincent Philippe / Anthony Delhalle / Yuki Kagayama
  - 2e aux 24 Heures du Mans moto (Fra) - Vincent Philippe / Anthony Delhalle / Takuya Tsuda
  - 4e aux 8 Heures de Doha (Qat) - Vincent Philippe / Anthony Delhalle / Yuki Kagayama

### 2013
Champion du monde d'Endurance
Moto engagée : Suzuki GSX-R 1000
Pneumatiques : Dunlop
Pilotes : Vincent Philippe / Anthony Delhalle / Julien Da Costa / Alexander Cudlin
- Résultats[13] :
  - 3e au Bol d'or (Fra) - Vincent Philippe / Anthony Delhalle / Julien Da Costa
  - 4e aux 8 Heures de Suzuka (Jap) - Vincent Philippe / Anthony Delhalle / Julien Da Costa
  - 1er aux 8 Heures d'Oschersleben (Ger) - Vincent Philippe / Anthony Delhalle / Julien Da Costa
  - 26e au 24 Heures du Mans moto (Fra) - Vincent Philippe / Julien Da Costa / Alexander Cudlin

### 2014
2e du Championnat du monde d'Endurance
Moto engagée : Suzuki GSX-R 1000
Pneumatiques : Dunlop
Pilotes : Vincent Philippe / Anthony Delhalle / Erwan Nigon / Damian Cudlin
- Résultats[14] :
  - Abandon au Bol d'or (Fra) - Vincent Philippe / Anthony Delhalle / Erwan Nigon / Damian Cudlin
  - 8e des 8 Heures de Suzuka (Jap) - Anthony Delhalle / Erwan Nigon / Damian Cudlin
  - 6e des 8 Heures d'Oschersleben (Ger) - Vincent Philippe / Anthony Delhalle / Erwan Nigon
  - 1er des 24 Heures Moto (Fra) - Vincent Philippe / Anthony Delhalle / Erwan Nigon

### 2015
Champion du monde d'Endurance
Moto engagée : Suzuki GSX-R 1000
Pneumatiques : Dunlop
Pilotes : Vincent Philippe / Anthony Delhalle / Étienne Masson
- Résultats :
  - 1er des 24 Heures Moto (Fra) - Vincent Philippe / Anthony Delhalle / Étienne Masson
  - 4e des 8 Heures de Suzuka (Jap) - Vincent Philippe / Anthony Delhalle / Étienne Masson
  - 2e des 8 Heures d'Oschersleben (Ger) - Vincent Philippe / Anthony Delhalle / Étienne Masson
  - 3e du Bol d'or (Fra) - Vincent Philippe / Anthony Delhalle / Étienne Masson